# Gabriel Maugas
Gabriel Émile Marie Maugas (Fromental, 23 dicembre 1866 – Lussemburgo, 22 ottobre 1931) è stato un militare e ingegnere francese, specializzato nella costruzione navale e e fu responsabile di numerose innovazioni che portarono alla moderna progettazione dei sommergibili. Durante il suo lavoro a Tolone e a Brest sovraintese alla costruzione del sommergibile Gustave Zédé, dell'incrociatore protetto Suchet e della nave da battaglia Iena.

## Biografia
Nacque il 23 novembre 1864 a Fromental, Alta Vienne, figlio di Théodore Charles Maugat e di Émilie Marie Antoinette Fouquiaud. Cambio poi il suo cognome in Maugas in seguito ad una sentenza del tribunale di  Bellac nel 1892.
Studiò all'École Polytechnique dal 1º ottobre 1884 al 1886, optando successivamente per il genio navale. Divenne ingegnere di terza classe il 1 ottobre 1886, di seconda classe l'8 novembre 1888 e di prima classe il 13 giugno 1891. 
Dal 1 gennaio 1892 fu in servizio alla seconda sezione (nuove costruzioni e armamenti) presso la Direzione delle costruzioni navali di Tolone, e dal 1894 prestò servizio in diverse sezioni della Direzione.
Il 25 agosto 1896 divenne Vice Capo della 2ª Sezione della Direzione delle costruzioni navali del 2° distretto marittimo; professore (dal 6 novembre 1896), responsabile dei corsi di falegnameria all'École Supérieure de Maistrance di Brest.
Nell'ottobre 1896 il Ministro della marina Édouard Lockroy, aveva indetto un concorso per la progettazione per un sottomarino dotato di capacità avanzate. Esso richiedeva un'imbarcazione da 200 tonnellate di stazza con una velocità in superficie di 12 nodi e un'autonomia di 100 miglia, e una velocità in immersione di 6 nodi e un'autonomia di 10 miglia. L'armamento doveva essere basato su due siluri. 
Sui ventidue progetti presentati al concorso, tre ottennero finanziamenti per la costruzione di un esemplare.  Egli con il Farfandet, Gaston Romazzotti con Morse, e Maxime Laubeuf con il Narval.  Il suo progetto favoriva una costruzione a scafo singolo, sebbene adottasse la doppia propulsione, diesel-elettrica,integrando motori diesel per la propulsione di superficie con motori elettrici in immersione. Perfezionò anche un'elica reversibile, eliminando la necessità per una nave di trasportare un motore ad essa dedicato.
Nel 1900, residente a Parigi, fu responsabile dei corsi di elettricità, resistenza dei materiali, regolazione delle bussole, contabilità presso la Scuola di applicazione dell'Ingegneria Marittima, in Boulevard 140. Montparnasse.  
Lo stesso del 1° gennaio 1901, 1902, 1903 e docente all'École Supérieure de la Marine, 13 rue de l'Université (Elettricità, siluri e sottomarini). 
Divenne ingegnere capo di 2ª classe il 13 gennaio 1901, e fu nominato Cavaliere della Legion d'onore il 25 luglio 1902. Fu progettista dei sommergibili classe Émeraude nel 1903, e del progetto del sottomarino sperimentale Z.
Dal 1° gennaio 1904, stesse funzioni di responsabile dei corsi di elettricità, resistenza dei materiali, regolazione delle bussole, contabilità presso la Scuola di applicazione dell'Ingegneria Marittima di Montparnasse e vicedirettore della Scuola d'applicazione del genio marittimo.  Dal 1° gennaio 1906 divenne membro della Sezione tecnica delle costruzioni navali presso il Ministero della Marina. Dal 1906 al 1910 fu professore alla Scuola del genio marittimo e distaccato al cabinetto del Sottosegretario di stato alla marina. Il 1° gennaio 1911 divenne capo della 1ª sezione - nuove costruzioni - della Direzione delle costruzioni navali del 5° distretto marittimo di Tolone. Promosso Ingegnere generale di 2ª classe il 25 maggio 1916.
Dal 1° gennaio 1917 al 1918 fu Direttore delle costruzioni navali del 5° distretto marittimo di Tolone. Durante il corso della Grande Guerra fu distaccato allo stato maggiore generale del Maresciallo di Francia Joseph Joffre, divenendo collaboratore di Ferdinand Foch, ed alla firma dell'armistizio di Compiègne divenne il capo del dipartimento degli affari economici dello Stato maggiore interalleato. Dal 1920 fu direttore delle acciaierie HADIR (Hauts-Fourneaux et Aciéries de Differdange-St Ingebert-Rumelange ) a Differdange, Lussemburgo. A partire dal 1° gennaio 1921 fu posto in posizione di riserva, e fu nominato Commendatore della Legion d'Onore dal 30 aprile 1921. Si spense in Lussemburgo il 22 ottobre 1931.